# Лиша (Италия)
Ли́ша (итал. Liscia) — коммуна в Италии, располагается в регионе Абруццо, в провинции Кьети.
Население составляет 770 человек (2008 г.), плотность населения составляет 96 чел./км². Занимает площадь 8 км². Почтовый индекс — 66050. Телефонный код — 0873.
Покровителем коммуны почитается святой архангел Михаил, празднование 29 сентября и 8 мая.

## Демография
Динамика населения:

## Администрация коммуны
- Официальный сайт: